# Mangua flora
Mangua flora är en spindelart som beskrevs av Forster 1990. Mangua flora ingår i släktet Mangua och familjen Synotaxidae. Inga underarter finns listade i Catalogue of Life.